# Avenida Marítima (Las Palmas de Gran Canaria)
La Avenida Marítima es una autovía urbana de Las Palmas de Gran Canaria. Es la principal arteria circulatoria de la ciudad, la cual recorre de norte a sur bordeando la costa.

## Recorrido
La autovía tiene una longitud de 10 kilómetros empezando el barrio de Hoya de la Plata hasta La Isleta, pasando por los barrios de San Cristóbal, Vega de San José, Vegueta, Triana, Arenales, Ciudad Jardín, Alcaravaneras y Santa Catalina-Canteras. Entre la autovía y la costa se halla un paseo marítimo con carril bici que conecta el Parque Santa Catalina con la Playa de la Laja.

## Historia
Esta vía precede a la Autopista del Sur de Gran Canaria, y es resultado de la aplicación del Plan Parcial de la Avenida Marítima, que empezó a desarrollarse desde 1965 mediante la ganancia de tierra al mar con el objetivo de facilitar las conexiones de la ciudad desde el puerto hacia la zona sur  y de desarrollar una operación urbanística entre Triana y Ciudad Jardín formada por bloques de edificios lineales de altura media y torres de gran altura (superior a 10 pisos) como el Edificio Granca o Torre Las Palmas.
En la década de 1970, la Avenida Marítima solo tenía el trazado desde Hoya de La Plata hasta la Playa de Las Alcaravaneras. Sin embargo, la Avenida Marítima no llegaría hasta la entrada del Puerto de la Luz hasta finales de la década de 1980. Si bien la avenida tenía cruces a nivel con intersecciones reguladas por semáforos, entre la década de 1980 y 1990 se procedió a la construcción de cruces bajo nivel a lo largo de su recorrido sin interrupciones debido a la ampliación de la avenida hasta el puerto, la construcción del Túnel de Julio Luengo para conectar la ciudad con la GC-2 y el aumento del tráfico. Esto hizo que la Avenida Marítima se convirtiera en una autovía urbana con una velocidad máxima permitida de 80 kilómetros por hora.
En la Avenida se hallaba un nudo de comunicaciones elevado, conocido popularmente como "el Scalextric",  construido en 1975 que conectaba la autovía del sur con la autovía del centro, sobre el Barranco Guiniguada y que fue demolido en 2006, tras la apertura de los túneles de San José que desviaban el tráfico de Vegueta y Triana por la GC-31. Todo esto se hizo con el objetivo de recuperar la desembocadura del barranco que nunca se materializó debido a la Crisis económica de 2008. 
En 1974 sobre el paseo de la avenida se elevaron temporalmente los raíles del Tren Vertebrado entre el cruce de la Avenida Juan XXIII y el antiguo Muelle de Las Palmas, próximo al Parque San Telmo. Este proyecto, ideado por Alejandro Goicoechea, pretendía unir la ciudad con el sur de Gran Canaria, pero finalmente no prosperó.
Actualmente existen planes para la construcción de un Tren desde el Parque Santa Catalina hacia Maspalomas que transcurriría bajo la Avenida Marítima, pero también existen planes para soterrar la autovía entre Parque San Telmo y La Isleta.

## Lugares de interés
En el recorrido de la Avenida Marítima se puede contemplar monumentos como el Castillo de San Cristóbal, Lady Harimaguada (escultura de Martín Chirino), el Mercado de Vegueta, el Teatro Pérez Galdós, Ceñida (monumento a la Vela Latina), la Fuente Luminosa, el Hotel Santa Catalina, el Hotel AC Gran Canaria, la Torre Woermann o el Castillo de la Luz. 
La avenida también pasa por la Base Naval, donde se hallaba la Fortaleza de Santa Catalina y tras la construcción de la avenida, se construyó el Muelle Deportivo de Las Palmas. Además, desde la avenida se puede divisar en ella la Playa de Las Alcaravaneras.
Los fines de semana desde marzo a octubre se convierte en la improvisada grada desde donde los aficionados siguen las regatas de Vela Latina, llegando a colapsarla.

## Galería

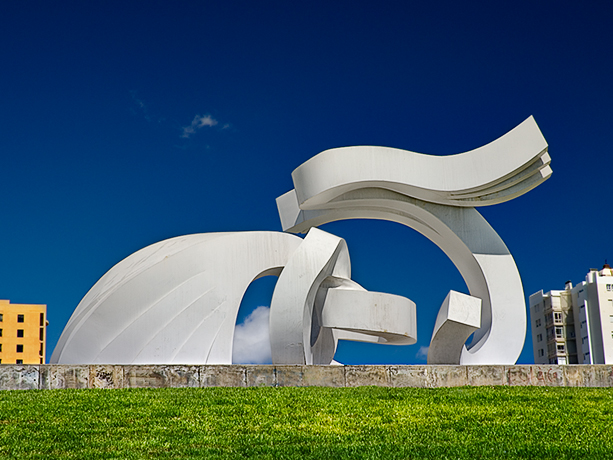
Lady Harimaguada.
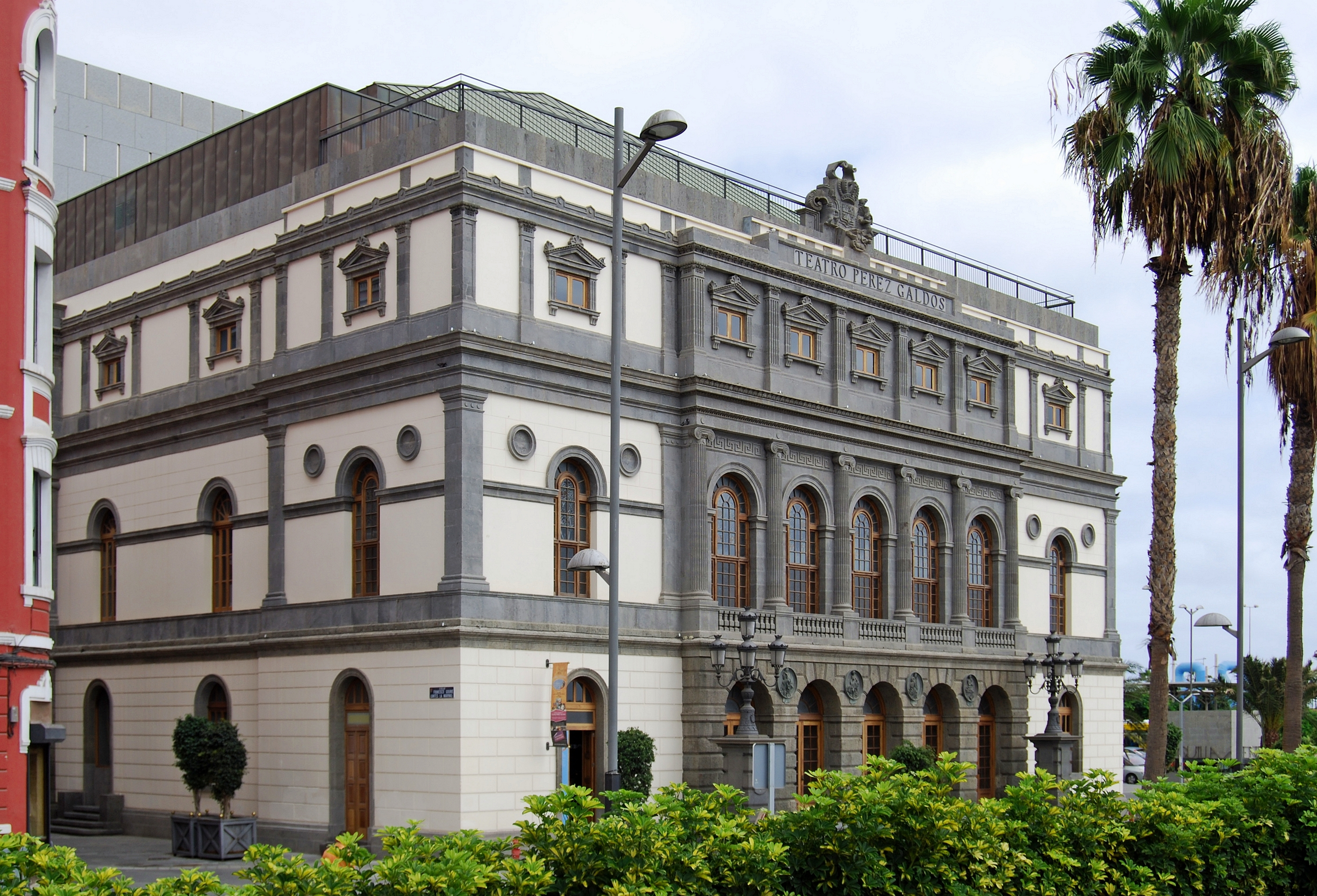
Teatro Pérez Galdós.
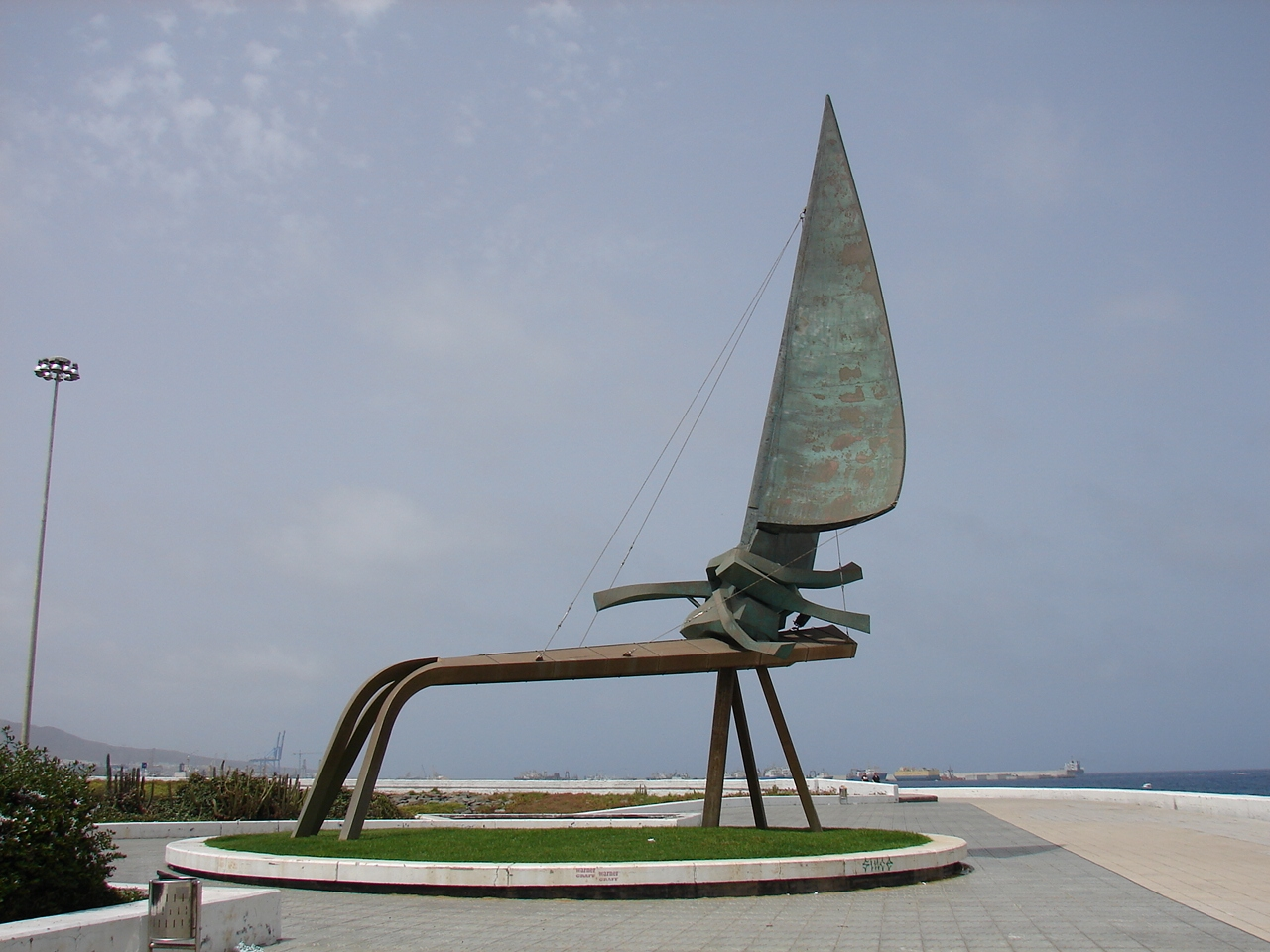
Monumento a la Vela Latina.
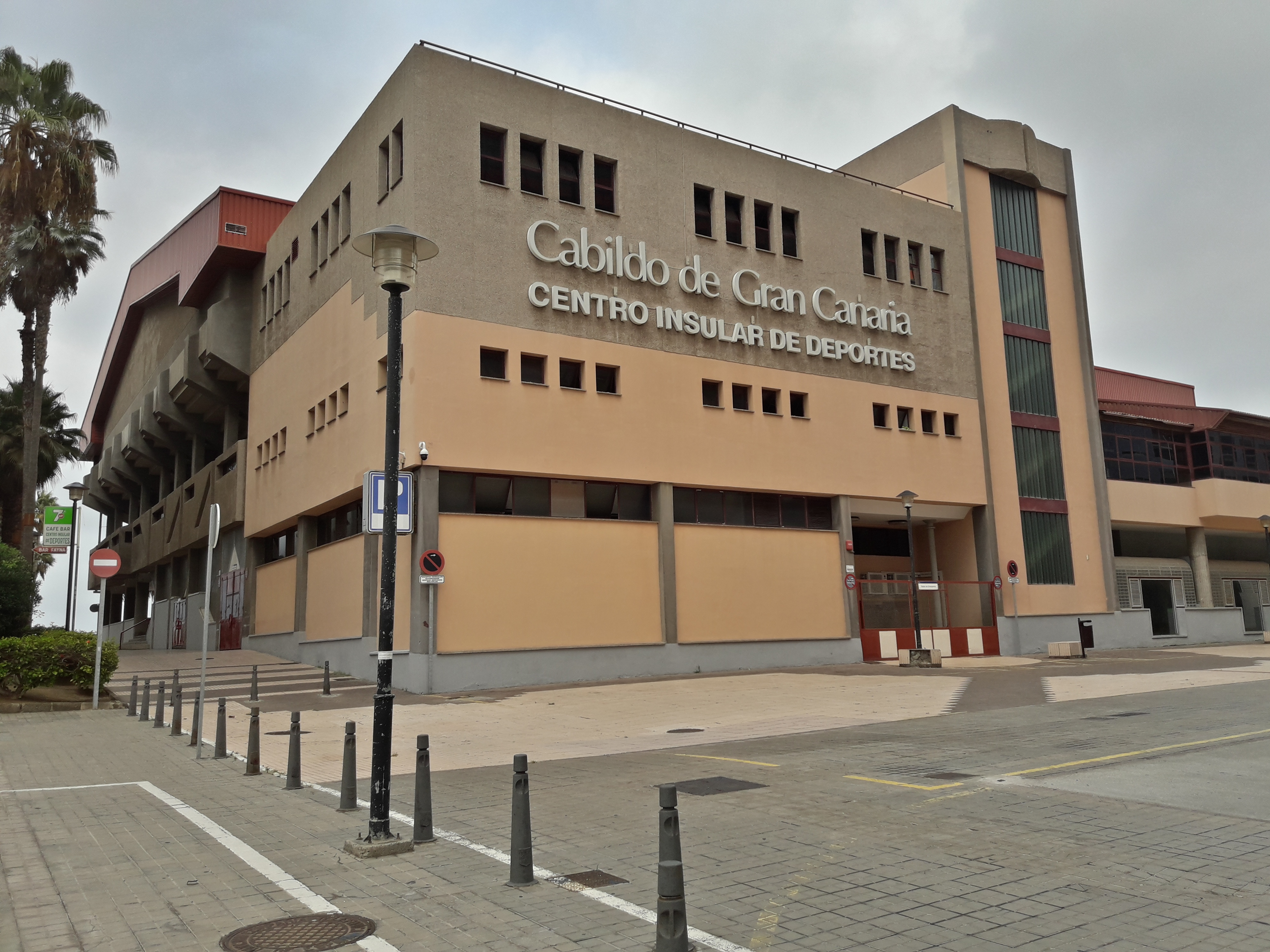
Centro Insular de Deportes.
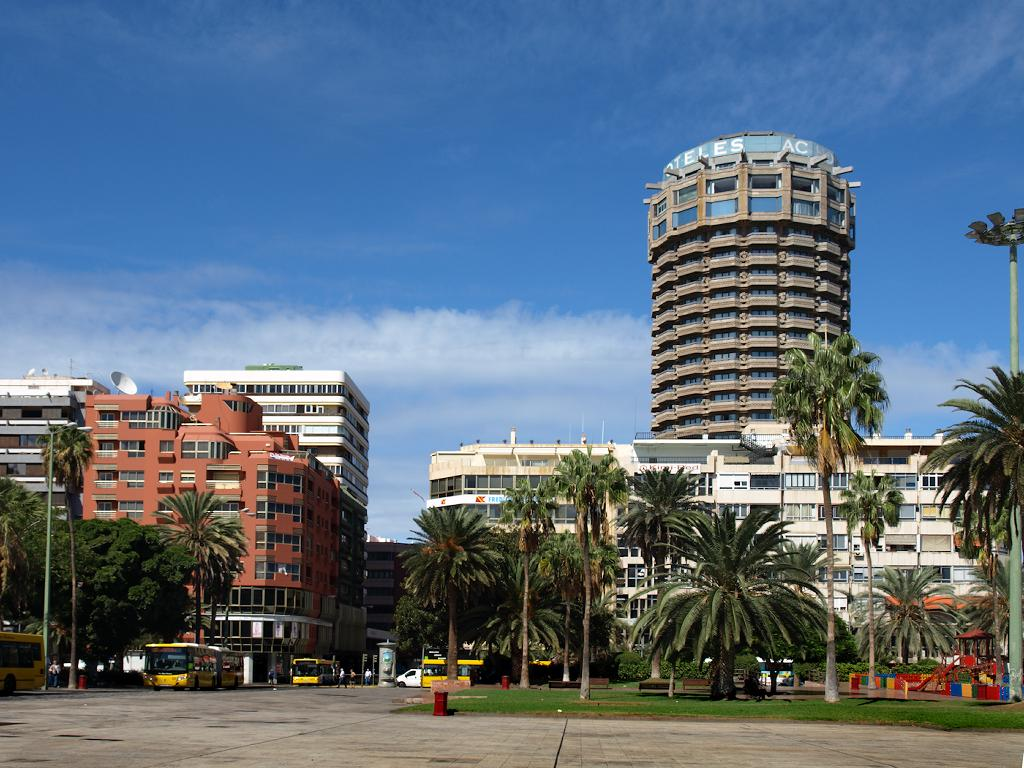
Parque Santa Catalina y AC Hotel  Gran Canaria.
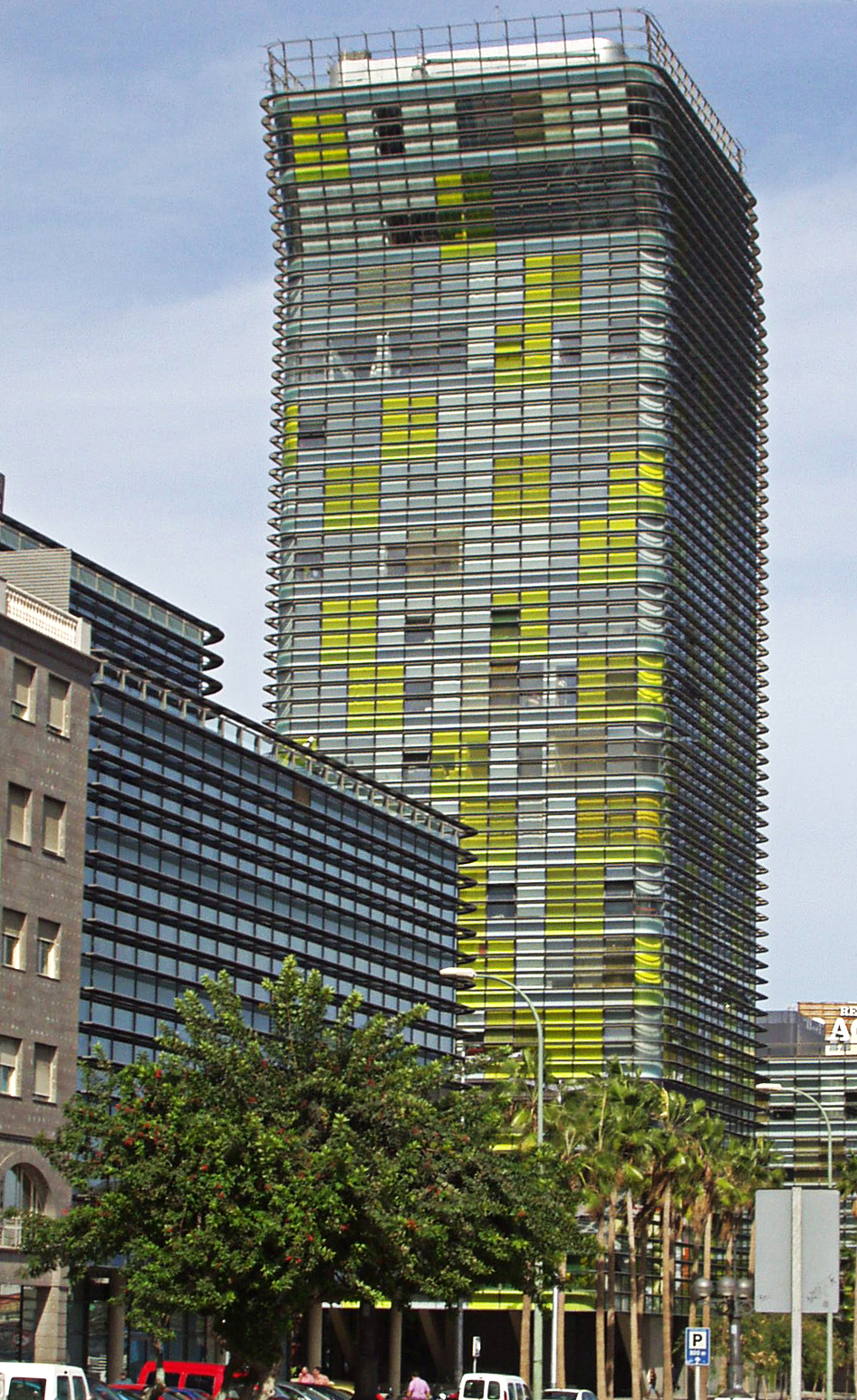
Torre Woermann.
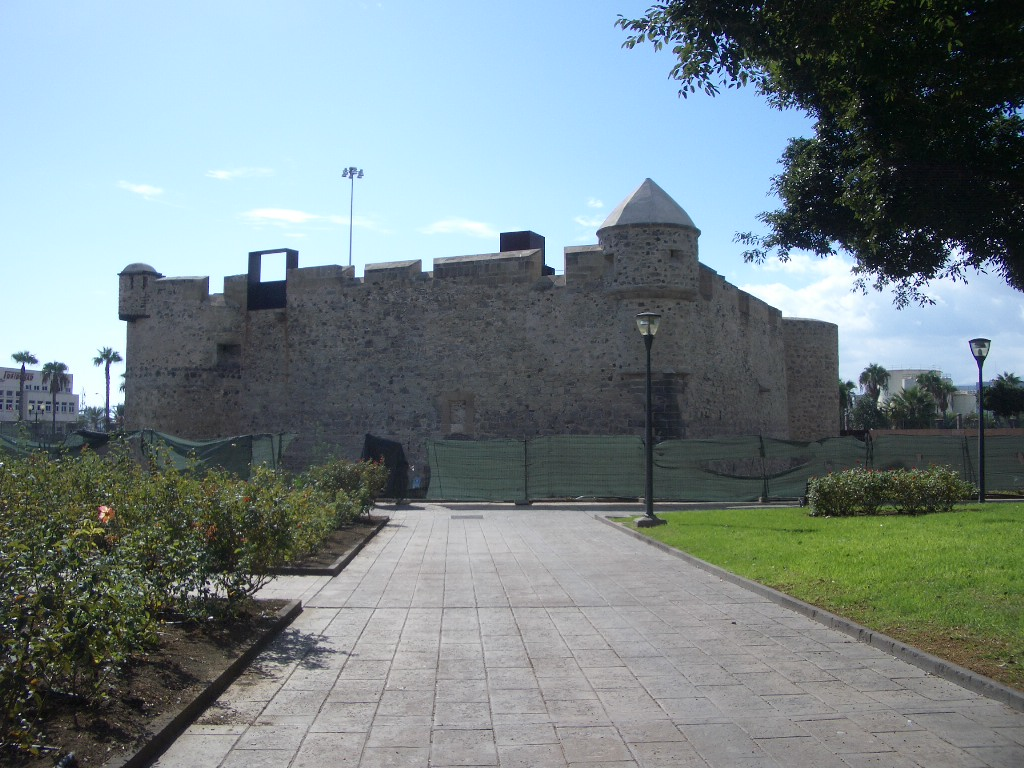
Castillo de la Luz.

## Salidas
| Salida | Sentido Norte                                        | Sentido Norte | Sentido Sur                                 | Sentido Sur | Enlace                               |
| Salida | Salida                                               | Carriles      | Salida                                      | Carriles    | Enlace                               |
| ------ | ---------------------------------------------------- | ------------- | ------------------------------------------- | ----------- | ------------------------------------ |
| GC-1 1 | Pedro Hidalgo Hoya de La Plata                       |               | Pedro Hidalgo Hoya de La Plata              |             | Paseo Blas Cabrera Felipe GC-309     |
|        | San Cristóbal                                        |               | Área Hospitalaria                           |             |                                      |
|        |                                                      |               | San José                                    |             | C/Alicante                           |
|        | Tafira Tamaraceite Gáldar San José Hospital          |               | Tafira Tamaraceite Gáldar San José Juzgados |             | GC-31 C/Alicante                     |
|        |                                                      |               | Vegueta                                     |             | Av. Alcalde Díaz-Saavedra Navarro    |
|        | Vegueta Triana                                       |               | Vegueta (Solo guaguas) Triana               |             | C/Rafael Cabrera GC-110              |
|        | C/Bravo Murillo                                      |               | C/Pilarrillo Seco                           |             | Parque San Telmo                     |
|        |                                                      |               | C/Bravo Murillo C/Carvajal                  |             | Av. Alcalde José Ramírez Bethencourt |
|        | Av. Juan XXIII C/Carvajal Muelle Deportivo           |               | Av. Juan XXIII Muelle Deportivo             |             | Av. Juan XXIII                       |
|        | Agaete Alcaravaneras                                 |               | Agaete Calle León y Castillo                |             | Calle León y Castillo GC-2           |
|        | Av. Mesa y López                                     |               | Av. Mesa y López                            |             | Avenida José Mesa y López            |
|        | Parque Santa Catalina Muelle Santa Catalina          |               | Parque Santa Catalina                       |             | C/Luis Morote                        |
|        | La Isleta C/Pérez Muñoz Cambio de sentido            |               |                                             |             | C/Pérez Muñoz Avenida Marítima       |
|        | Puerto de Las Palmas El Sebadal Plaza Manuel Becerra |               |                                             |             | Plaza Belén María                    |